# Abbaye de Lehnin
L’abbaye de Lehnin, établie dans la commune de Kloster Lehnin, au sud-ouest de Potsdam est une ancienne abbaye cistercienne. Fondée en 1180 puis sécularisée dans le cadre de la Réforme en 1542, elle héberge depuis 1911 la Fondation Louise-Henriette. L'abbaye se trouve au milieu du plateau de Zauche, au milieu des ruisseaux et forêts, à 700 m du lac de Klostersee.
Au Moyen Âge, l’abbaye joua un rôle crucial dans la formation de la Marche de Brandebourg entreprise par les margraves de la Maison d'Ascanie. Outre son rôle historique, l’abbaye jouissait d’un grand rayonnement culturel : sa chapelle compte parmi les édifices romano-gothiques en brique les plus significatifs du Brandebourg. Sa restauration dans les années 1871-77 fut une étape marquante de la restauration architecturale. De nos jours, la fondation de Lehnin est une institution diaconale à but médical et culturel dans la tradition des religieux d'autrefois et se veut une « vitrine » de l’Église protestante.

## Situation, accessibilité
- À 25 km au sud-ouest de Potsdam, et 50 km de Berlin
- Adresse postale : 20 Klosterkirchplatz, D-14797 Lehnin
- gare routière : Lehnin, arrêt Busbahnhof
- par la route : autoroute A 2 Berlin-Hanovre, sortie Lehnin ou Netzen
- coordonnés WGS 84 : 52.320392132, 12.7436417341

Il y a au couvent de Marienfließ (près de Prignitz), une carte indiquant l'emplacement de toutes les abbayes cisterciennes du Brandebourg. Le couvent de Marienfliesz est chronologiquement la quatrième congrégation cistercienne de la marche de Lusace, et a été fondé en 1230 par les seigneurs de Gans zu Putlitz.

## Un facteur de stabilité aux origines de la Marche de Brandebourg
La fondation du monastère de Lehnin fut entreprise par le second margrave brandebourgeois Othon Ier (1128-1184) en 1180 pour des raisons tout à la fois économiques, politiques et religieuses. Vingt-trois années auparavant (en 1157), le premier margrave Albert l’Ours († 1170) avait définitivement vaincu le prince obodrite Jaxa de Copnic et relevé la Marche du paganisme. Les colons germaniques, qui affrontaient les tribus slaves depuis des siècles pour la possession des plateaux de Teltow et de Zauche, dans le Havelland, n'avaient jamais réellement pu se maintenir dans le pays. Aussi l'Ascanien Albert l'Ours et son fils Othon Ier étaient-ils très conscients que leur victoire de 1157 pouvait n'être qu'un succès éphémère.
C'est par une double stratégie que les Ascaniens purent mener à bien la consolidation de leurs nouvelles conquêtes alors naturellement essentiellement peuplées de slaves : d'un côté, ils y firent venir en masse des colons chrétiens, notamment depuis les Flandres (le nom s'est conservé dans le toponyme Fläming), pour faire contrepoids aux païens slaves ; d'un autre côté, la fondation de l'abbaye allait leur permettre d'installer des religieux cisterciens dans le pays, chrétiens dont l'activité économique aurait fonction d'exemple tout en assurant aux Ascaniens des revenus confortables.
La Marche de Brandebourg était loin, à la fin du XIIe siècle, d'avoir la superficie que nous lui connaissons aujourd'hui : outre la Vieille Marche, elle ne comprenait alors que l'est du Havelland et le plateau de la Zauche. Il fallut encore 150 ans aux Ascaniens pour étendre le Brandebourg jusqu'aux rives de l’Oder. Dans le mouvement graduel d'expansion germanique à l'est par delà la ligne Havel-Nuthe, sur les plateaux de Barnim et Teltow et le long de la vallée proglaciaire de Berlin, les moines, par l’Évangélisation des Slaves soumis et la construction d’églises, facilitèrent grandement la politique de colonisation des Ascaniens. En outre, Lehnin revêtait pour Othon Ier une fonction stratégique au plan de la politique intérieure allemande, car l’archevêque Wichmann, avec la fondation dès 1170, du monastère de Zinna près de Jüterbog, marquait clairement ses intentions d'étendre son archevêché jusqu'au Brandebourg : ses terres flanquaient la Marche d’Ascanie au sud de la vallée Nuthe-Nieplitz.

## Jusqu'à la sécularisation de 1542

### Fondation de l'abbaye

#### L'abbaye-sœur de Morimond
La congrégation de Lehnin formée par Othon Ier en 1180 donna naissance à la première abbaye de la Marche de Brandebourg. Lehnin fut la chapelle et la nécropole princière des Ascaniens, puis plus tard des Hohenzollern et fut l'abbaye-mère des monastères suivants :
- abbaye de Paradies (1230), qui se trouve aujourd'hui en Pologne occidentale, dans la voïvodie de Lubusz, région de Lebus ;
- abbaye de Mariensee (1258), détruite 16 ans plus tard ;
- abbaye de Chorin, (1273) à Barnim près d’Eberswalde ;
- abbaye de Himmelpfort (1299), (à Fürstenberg/Havel).

Lehnin est une abbaye-fille de Morimond, l'une des quatre abbayes mères de l'ordre cistercien primitif parti de Cîteaux (latin Cistercium, dans les environs de Dijon). L’abbé Sibold de l’abbaye de Sittichenbach (près d’Eisleben dans le Harzvorland), invité par Othon Ier, vint s'établir en cet endroit en 1183 accompagné de douze moines. Par ce geste, les contacts pris à Quedlinbourg le 11 avril 1154 par le père d’Othon, Albert l'Ours, avec les frères cisterciens de Sittichenbach débouchaient sur des actes concrets.

#### La légende d'OthonIer

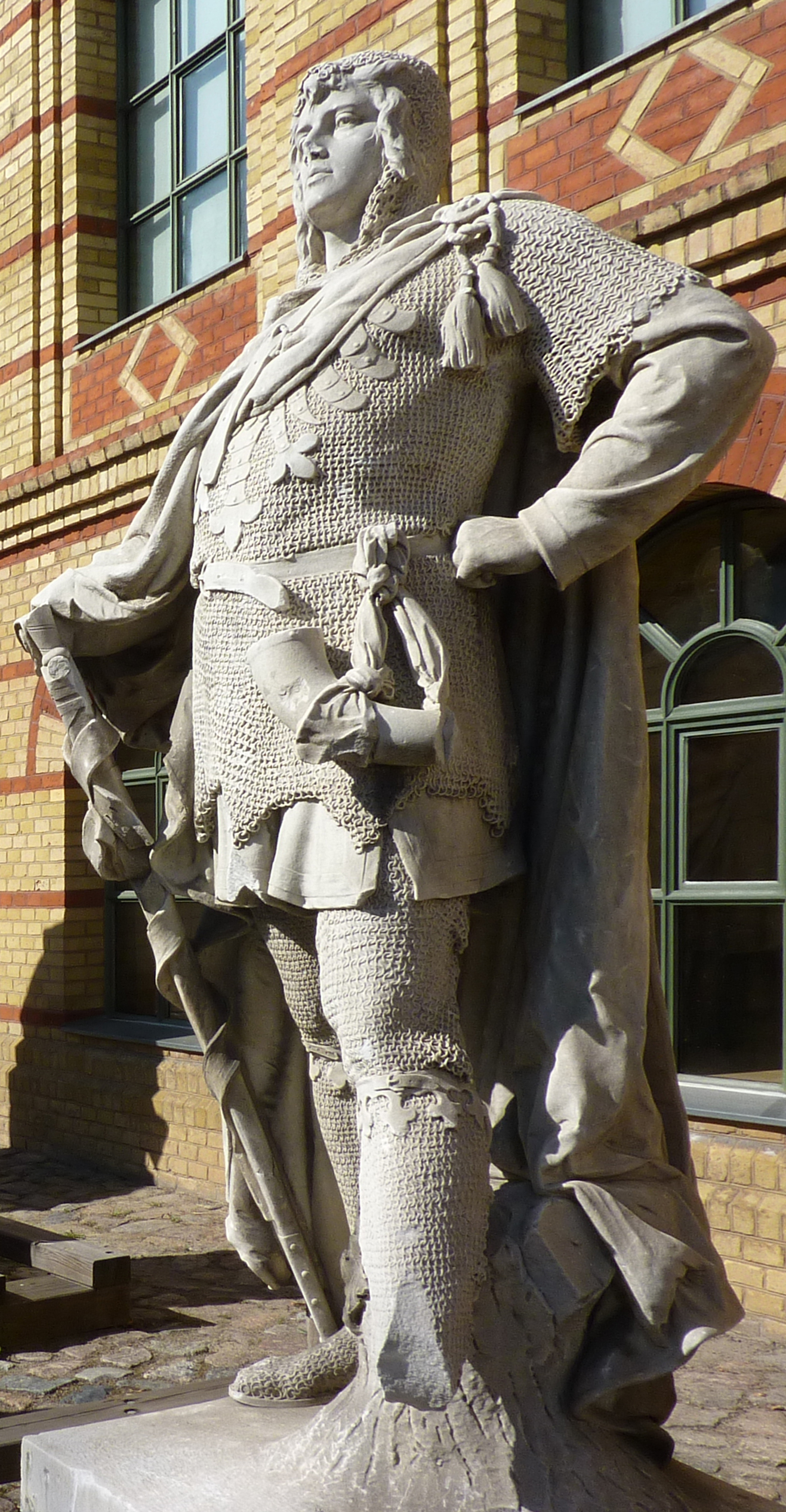
La statue d’Othon Ier, naguère dans la Siegesallee de Berlin, dans son état à actuel à la citadelle de Spandau.

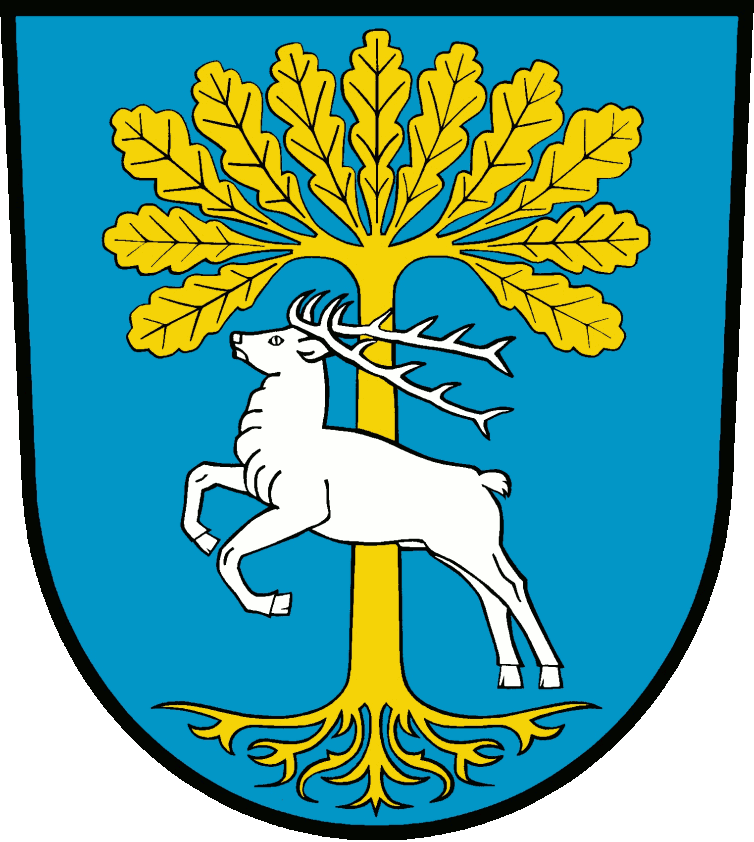
Blason de l'abbaye de Lehnin.

Le mythe fondateur du monastère de Lehnin, présent dans la littérature allemande, est une clef pour comprendre le blason de la congrégation et le toponyme de Lehnin. Selon cette légende, Othon Ier, au terme d'une partie de chasse épuisante, se serait endormi au pied d'un chêne. Dans son cauchemar, il y avait un cerf blanc aux bois menaçants, qu'il ne parvenait pas à repousser de sa pique. Dans son désespoir, Othon invoqua le Christ, ce qui fit s'évanouir l'animal à l'instant. Lorsqu'Othon raconta ce cauchemar à ses compagnons de chasse, ils y virent une allégorie des païens slaves et exhortèrent le prince à édifier à l'endroit même une forteresse en hommage au Christ, vainqueur des idoles païennes. Mais ce devait être une forteresse spirituelle, donc une abbaye.
Willibald Alexis, le plus grand romancier brandebourgeois avant Theodor Fontane, mit le premier en scène cette légende dans son roman Les Culottes du Sire de Bredow (Die Hosen des Herrn von Bredow, 1846). Il prête à l'un de ses personnages, Ruprecht, le récit suivant : « Le furieux grand cerf qui voulait le tuer dans son sommeil ne pouvait être que Satan, qui de rage soufflait et ruait, parce que le margrave entendait accomplir et accomplir encore de tels changements dans le pays, qu'il mettrait fin à son règne à lui sur les ultimes franges. Le margrave fit vœu de bâtir un monastère en ce même endroit. De là, la lumière de la foi, les bonnes mœurs et l'application au Bien se répandraient sur toutes les terres païennes... ». La légende est reprise dans un autre roman, Avant la tempête de Theodor Fontane.
On peut encore voir, pris dans les briques des marches menant à l'autel de la basilique, un éclat de chêne calcifié, qui pourrait bien remonter à l'an mil, et que l'on rattache à la légende du chêne d’Othon (les analyses dendrochronologiques, c'est-à-dire la datation par les cernes de croissance, restent à ce jour infructueuses). Au cours de l’Évangélisation, les colons germaniques édifièrent plus d'une fois églises et chapelles en lieu et place des temples ou des sanctuaires païens, afin de faire disparaître les cultes anciens et d'assener la force de la nouvelle foi. Plusieurs auteurs avancent à ce sujet que les troncs et branches que l'on retrouve dans le sanctuaire des églises de la région sont les vestiges d'idoles animistes slaves, arasées et conservées mutilées par les missionnaires, à l'instar de ce que Boniface de Mayence avait fait pour le « chêne de Thor ». Par ces dépouilles macabres ils auraient ainsi exprimé leur triomphe en piégeant la souche du chêne dans l'église même.
On retrouve le chêne et le cerf de la légende sur le blason de la commune de Kloster Lehnin. Selon Theodor Fontane, Othon Ier aurait baptisé l'endroit Lehnin parce qu'en langue slave lanye signifie « biche ». Fontane, pour son récit, a puisé dans la Chronique de Bohême d’un chroniqueur du XIVe siècle, Přibík Pulkava, historiographe de l’empereur Charles IV. Stephan Warnatsch, qui a publié en 1999 une monographie en deux volumes consacrée à l'abbaye, penche plutôt pour une déformation du mot slave Yelenin = cerf ; mais sans certitude, car « il est peu vraisemblable qu'un margrave germanique cherchant à établir une abbaye pour lutter contre le paganisme des Wendes choisisse un nom slave…. ». Le toponyme actuel résulterait donc plutôt de déformations graduelles d'un étymon slave dont le sens aurait été perdu par les colons germanophones, pour donner un sens au mot. « Lehnin dérive vraisemblablement d'un nom propre : « Len » et il faudrait alors comprendre « terre de Len », donc un nom de colonie tout à fait ordinaire ».

#### Ascèse et miasmes

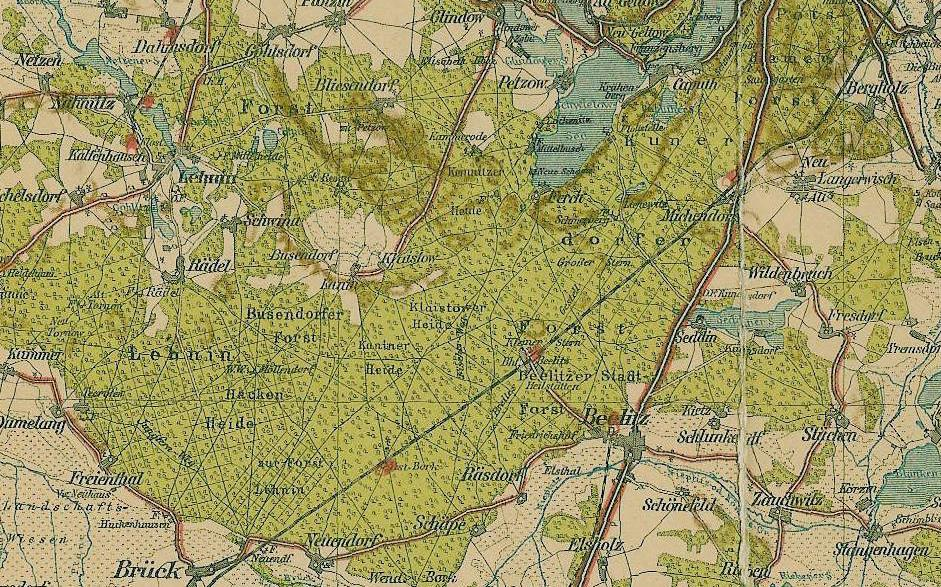
Détail de la carte Pharus de 1903.

Les frères cisterciens, pour édifier leur abbaye, se heurtèrent à un sol particulièrement capricieux. La région de Zauche est enclavée au nord-ouest entre le lit de la Havel, au sud-ouest par une vallée glaciaire, la vallée sèche de Baruth et à l'est par la dépression de Nuthe-Nieplitz. Ce plateau onduleux s’est formé il y a 20 000 ans lors de la glaciation de la Vistule, alors que l’inlandsis de Fläming atteignait son extension maximale, depuis la vallée sèche de Baruth au sud jusqu’au nord de la Zauche avec la moraine terminale. Le glacier et la débâcle laissèrent sur la Zauche des dépôts stratifiés de galets, marne et sable, dont le sandur de Beelitz.
Le toponyme de Zauche, ce plateau de 60 m d'altitude, provient, lui, indubitablement des langues slaves et signifie steppe ; raison pour laquelle les Slaves n’y occupèrent que les crêtes et le bord des lacs, nés d'îlots glaciaires. Les vestiges de mares isolées et de torrents comme le val de l'Emst ont laissé dans le relief de cette terre plutôt aride certaines dépressions et des marécages impraticables, comme le lac de Klostersee autour de Lehnin.
La raison pour laquelle les moines ont choisi cet endroit plutôt inhospitalier pour édifier leur abbaye tient sans doute au mode de vie âpre et ascétique des cisterciens, qui par leur Charta Caritatis désiraient faire retour à la pureté originelle de la règle ora et labora de l’ordre de Saint-Benoît, dont ils s'étaient éloignés depuis 1098. Une simple bure, une alimentation frugale faite de légumes et dont toute viande était proscrite, des lits sans oreiller avec pour tout matelas des sacs de balle : tel était le quotidien des frères. Il leur fallait un endroit conforme à ce mode de vie, dont la rigueur solliciterait leur endurance. Selon Fontane, c'est la raison pour laquelle il fallait qu'en outre les abbayes « fussent construites au milieu des marais et des vallons (...) afin que les frères de l'ordre aient en permanence sous les yeux l'imminence de la mort. (...) Il y a peu d'endroits où les préférences de cet Ordre ont été aussi pleinement satisfaites que dans le Brandebourg, car nulle part ils ne trouvèrent un lieu aussi propice à leur activité. Partout où la désolation était ambiante, ces porteurs de culture trouvaient un terrain naturel. (...) Le crucifix dans une main, la hache ou la pelle dans l'autre, en enseignant, en cultivant, en donnant l'exemple et en bénissant », les moines firent de Lehnin une abbaye prospère.

### Développement économique de l'abbaye

#### Le domaine primitif

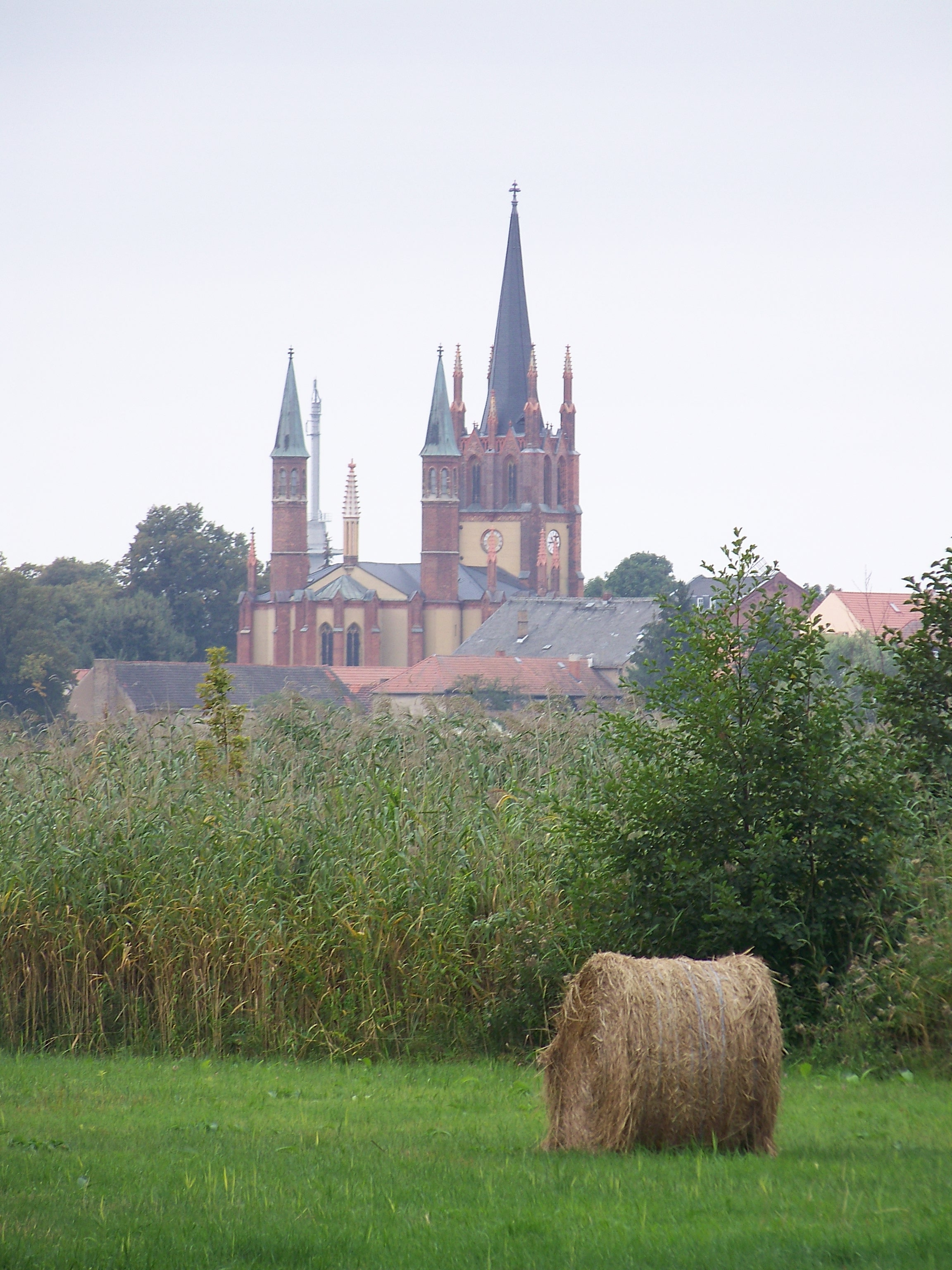
Le domaine de Werder (Havel).

Le fondement de la réussite économique des frères de Lehnin fut le domaine foncier attaché à l'abbaye. Par la donation du margrave, il comprenait les terres depuis le lac de Klostersee au moulin de Nahmitz avec tous les droits qui s'y rattachaient ; cinq villages : Göritz, Rädel, Cistecal, Schwina et Kolpin, aujourd'hui un quartier du village de Götz ; en outre, « une prairie à Deetz comme à Wida, ainsi que des droits sur les cargaisons de sel acheminées en Brandebourg à cinq barrières d'octroi » (je eine Wiese bei Deetz und Wida sowie eine Hebung über fünf Winscheffel aus dem Salzzoll zu Brandenburg). Les droits de pêche en rivière et dans les lacs revêtaient une grande importance au Moyen Âge pour la subsistance des communautés villageoises. L'année précédant sa mort, en 1183, Othon Ier étendit cette donation à de nouvelles terres et de nouveaux lacs. De nouvelles donations foncières suivirent sous le règne des Ascaniens, les moines étant par ailleurs déjà exempts de la corvée, des impôts et des droits d'octroi. Les cisterciens de Lehnin étendirent constamment leur aire d'influence et réinvestissaient sans cesse leurs profits dans l'achat de nouvelles terres comme à Nahmitz, la commune voisine ; le cœur du domaine abbatial était situé sur la Zauche et recouvrait à peu près le tiers de la superficie de ce plateau. Dès 1219 vinrent s'y ajouter, à quarante kilomètres de là, les villages de Stangenhagen puis même Blankensee, tous deux situés au sud de ce que le romancier Fontane nomme le « coin de Thümensch », sorte de triangle inscrit entre les vallées de la Nuthe et de la Nieplitz. Avec ces acquisitions, l'autorité de l'abbaye de Lehnin s'étendait désormais jusqu'à la région de Magdebourg, c'est-à-dire la Saxe-Anhalt.
Vers 1250, les moines faisaient édifier à trente kilomètres de leur abbaye l’église de Gröben et à peu près simultanément celle de Französisch Buchholz, qui est aujourd’hui un des quartiers de Berlin. En 1317 il achetaient pour la somme de 244 marcs d'argent la « ville fleurie » de Werder sur la Havel. Les célèbres vergers de Werder, qui à chaque printemps sont le théâtre d'une des plus grandes foire aux arbres fleuris en Allemagne, remontent à la création des cultures vivrières en Moyenne Marche (Pflanzstätte aller Kultur in der Mittelmark, G. Sello). Un des quartiers sud de Berlin fut lui aussi naguère possession de l'abbaye : Zehlendorf, et c'était également le cas du village slave de Slatdorp avec le lac de Slatsee (germanisé en Schlachtensee) ; à Barnim, au nord de Berlin, un chapelet de territoires appartenait encore à l'abbaye, tels le village de Wandlitz (Vandlice), la grange d’Altenhof à Schönerlinde, ou le village de Sommerfeld au nord-ouest d’Oranienbourg. Le village de Lehnin, centre primitif de l'actuelle commune de Kloster Lehnin, se constitua vers 1415, lorsque les cisterciens ouvrirent un marché sous les murs de leur abbaye.

#### Activité économique
Les moines firent très vite école en matière de développement, et leur exemple s'étendit bientôt à toute la Marche. Leur abbaye constituait un foyer d'innovation, dans la mesure où les Cisterciens étaient à la pointe du progrès agricole et artisanal de ce temps, que ce soit pour l'assèchement des marécages, l'installation de moulins, la plantation de vignes ou l’agriculture et l’élevage. Ces travaux n'étaient d'ailleurs plutôt exécutés par les convers ou des paysans rémunérés, que par les moines eux-mêmes, astreints à un régime strict de prière. Pour promouvoir leur commerce de produits et d'articles tels que les céréales, la viande, le poisson, les produits laitiers, le miel et l’apiculture, le vin et cuir, les moines avaient ouvert des entrepôts florissants à Berlin et Brandebourg-sur-la-Havel. Un acte daté du 20 août 1469 atteste que les livraisons de céréales étaient destinées à des marchés aussi éloignés que Hambourg.
Au début du XIIIe siècle, l'ordre prit ses distances avec des statuts devenus désuets, avec des rentrées d'argent tirées du prêt à intérêt et de l'alourdissement des dîmes et métairies. Les terres de l'abbaye de Lehnin agrandies, parfois avec la justification indulgence, procuraient désormais à la congrégation des revenus dont l'énormité entrait en contradiction avec la règle ora et labora. Le Prozeßregister des Klosters Lehnin mentionne par exemple la consistance des dîmes du 23 septembre 1443, stockées dans la gigantesque grange aux dîmes (karnhusz), avec l'entrée suivante : … twey wispel roggen … clostere Lenyn hebben gegeven, unde hebbe gesien, dat die pacht in dat closter is gefuret unde upp des closters karnhusz is gedragen.
Stephan Warnatsch estime ainsi qu’autour de l'année 1375, les loyers annuels, représentant en gros le tiers du revenu total de l'ordre : … 111,5 talents d'argent, 3831 florins, 414 sous, 8153,5 deniers, 4210,5 boisseaux et 80 mesures de blé, 2236 boisseaux et 13,5 mesures d'avoine, 1792 boisseaux et 32 mesures d’orge, 50 boisseaux de seigle, 40 boisseaux d’humus, 2 boisseaux de pavot, une demi-livre de poivre, 857 volailles et 460 œufs….
 (la conversion se fait avec les équivalences suivantes : pour un boisseau, 55 litres ; une « mesure » représente assez exactement un litre ; voyez pour le reste Système de mesure ancien).
Au XVe siècle, la congrégation disposait d'un tel trésor qu'elle faisait crédit à des villes aussi importantes qu’Erfurt et Lunebourg. Ainsi en 1443 cette dernière ville sollicita aux frères un prêt de plus de 550 florins à 6 % d'intérêt, que les moines finirent par ramener à 4 % en 1472. Lors de sa sécularisation en 1542, les possessions de l'abbaye se soldaient à 4 500 ha de bois et forêts, 54 lacs, 6 moulins à aubes et 9 moulins à vent, 39 villages et la ville de Werder. Autre marque de la prospérité de Lehnin, les trois fondations d'abbaye du XIIIe siècle, rendues possibles dès qu'une congrégation dépassait l'effectif de 60 moines.

### L'histoire du monastère
Cette opulence, fruit d'un âpre labeur, fut aussi chèrement payée. La légende de la mort du premier abbé, Sibold, illustre à elle seule les difficultés politiques auxquelles les frères furent confrontés dans les premières décennies.

#### La mort de l'abbé Sibold

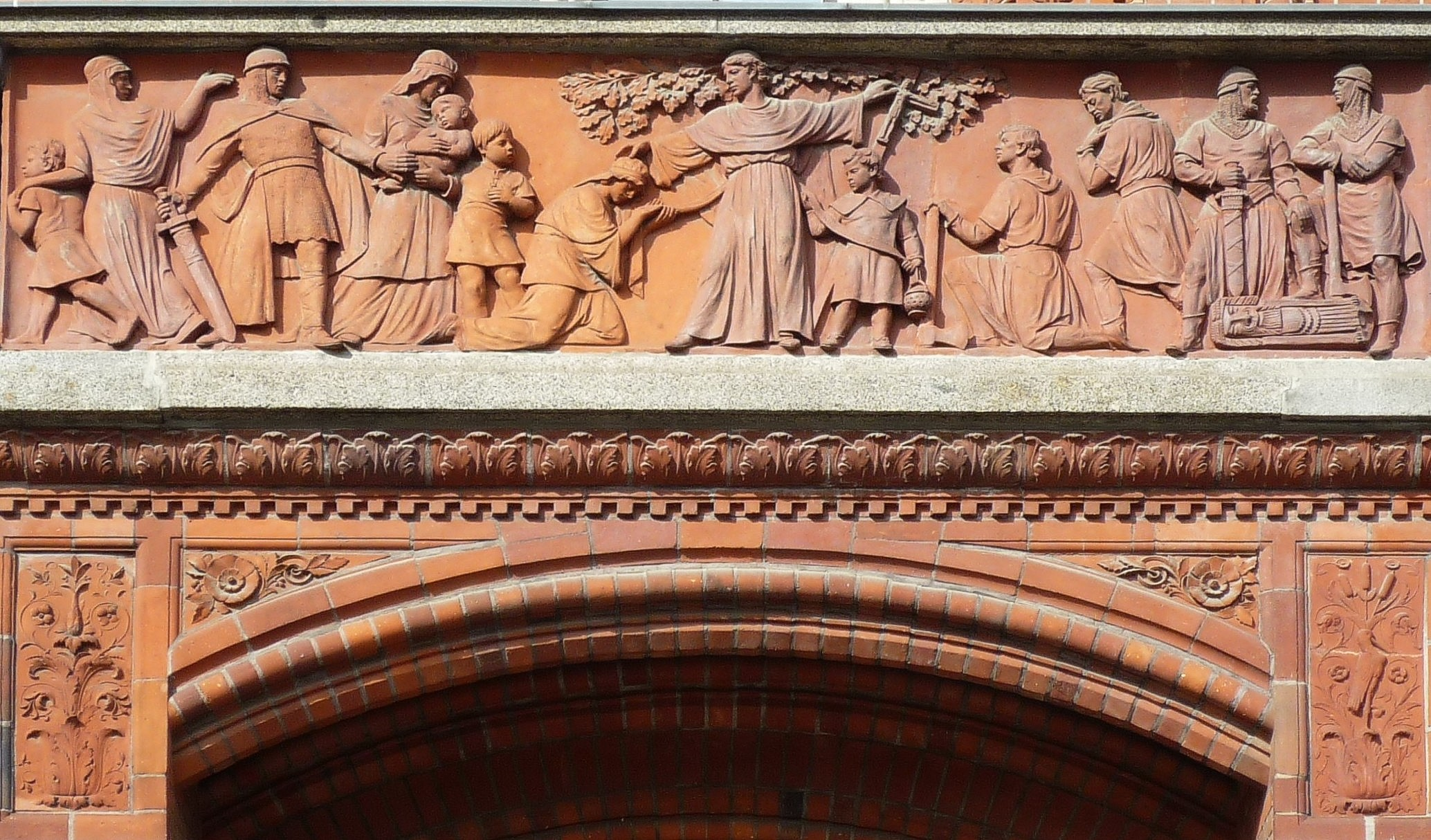
L'évangélisation des Slaves (bas-relief en céramique à Berlin).

Les recherches archéologiques ont permis de retrouver des vestiges de plusieurs villages slaves aux abords immédiats de l'abbaye de Lehnin. Les chroniques médiévales insistent sur la résistance opiniâtre que ces indigènes opposèrent aux moines depuis les années qui suivirent la fondation du monastère jusqu'à environ 1185-90, et la lutte qu'ils menèrent pour préserver leurs sanctuaires. Les recherches actuelles s'orientent vers la fonction de l'abbaye comme symbole de victoire sur le paganisme : le morceau de tronc de chêne conservé dans la maçonnerie de l’autel pourrait être le vestige d'un chêne vénéré comme une idole païenne. Si cette analyse est exacte, cette pièce de bois serait alors faussement rattachée au mythe fondateur d'Othon Ier. En 1170, les Slaves incendièrent le monastère voisin de Zinna en représailles contre la destruction du sanctuaire de Triglav sur le mont Harlung à Brandebourg-sur-la-Havel, et en 1179 ils assassinèrent l'abbé Ritzon à Jüterbog.
Même si ces faits sont historiquement établis, il n'y a aucune preuve que le premier abbé de l'abbaye de Lehnin, Sibold, ait été assassiné de même manière en 1190, comme Theodor Fontane le rapporte ; toutefois le contexte de la colonisation germanique rend cet épisode très crédible et il est possible que cette légende locale, qui rappelle les difficultés endurées par les premiers moines, s'appuie sur un fond bien réel. Selon la légende, l'abbé Sibold s'étant rendu au village voisin de Nahmitz pour passer la nuit dans une hutte, aurait involontairement effrayé les habitants ; la femme d'un pêcheur ayant appelé à l'aide, il aurait pris la fuite dans les bois, été rattrapé et battu contre un arbre. Les moines auraient alors envisagé de déserter leur abbaye, jusqu'à ce qu'une apparition de la Vierge Marie les exhorte par ce mots : « Redeatis! Nihil deerit vobis » (« Revenez, vous ne manquerez plus de rien ») ; ayant repris leurs esprits, les moines auraient repris la construction de l'abbaye.

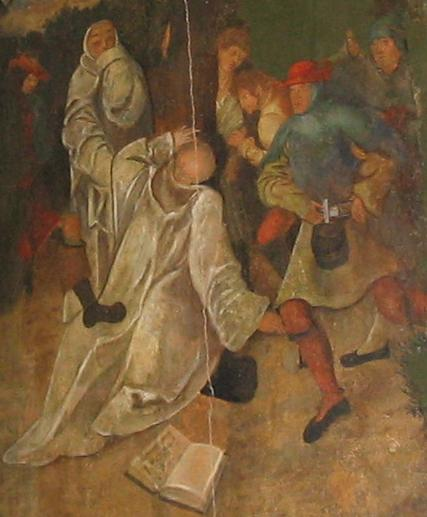
« L'assassinat de Sibold » (détail d'un tableau de l’église).

Stephan Warnatsch situe la date de l'assassinat de l'abbé plutôt vers 1185 et considère comme probable une confrontation entre les moines de Lehnin et les Slaves de Nahmitz pour la possession des étangs de pêche et des moulins. Deux tableaux (l'un du XVe siècle, l'autre du premier quart du XVIe siècle) qui appartenaient à la congrégation, représentent le meurtre de Sibold. Ils permettent aussi de se faire une idée de l'aspect ancien de l'abbaye et ont été décrochés lors des travaux de réhabilitation de 1871 (voyez ci-contre le détail de l'un de ces tableaux, le plus récent des deux). Il y avait naguère sur le boulevard de la Siegesallee, que les Berlinois avaient rebaptisé familièrement Puppenallee, un buste de Sibold aux côtés de la statue d’Othon Ier.

#### Un repaire de «brigands dépravés»
Selon la majorité des sources, au moins 100 Cisterciens, vraisemblablement pour moitié des moines et pour moitié des frères convers, vivaient au milieu du XIIIe siècle dans des logements individuels. Jusqu'au milieu du XIVe siècle, les moines étaient issus exclusivement de la noblesse ; puis il y eut un nombre croissant de bourgeois. De nombreux moines fréquentaient les universités de Wittenberg, Erfurt, Francfort-sur-Oder et Leipzig. Certains frères exerçaient une autorité certaine par delà les murs de l'abbaye : ainsi le moine Dietrich von Portitz, alias Dietrich Kagelwit, était-il chancelier de l'empereur Charles IV, avant de devenir évêque de Minden puis même archevêque de Magdebourg. L’écrivain Willibald Alexis dans son roman « Le loug-garou » (Der Werwolf) rapporte la légende de Dietrich Kagelwit et les oreilles de porc : selon cette légende, l'empereur invita Kagelwit à sa cour, car il s'était régalé d'une soupe que le prélat lui avait fait servir lorsqu'il faisait étape à l'abbaye de Lehnin. Ne disposant pas de viande pour préparer cette soupe et redoutant de devoir toucher aux porcs gardés en réserve par le père supérieur pour les mois d'hiver, le futur évêque aurait, selon la légende, fait couper les oreilles des porcs et aurait ainsi servi cette soupe que le monarque ne mentionnait que comme « excellente entre toutes ».
Les troubles politiques ponctuant le règne des Wittelsbach-Luxembourg, qui suivirent après 1320 les 170 ans de règne des Ascaniens sur la Marche de Brandebourg, se reflètent dans les déchirements entre les moines, qui se soldèrent même par des meurtres. Le monastère finit par passer pour un repaire de brigands, certains moines n'hésitant pas à prendre les armes. Ce n'est qu'avec la prise de pouvoir par les Hohenzollern en 1415 que Lehnin commença à refleurir. La direction prise par l'abbé Heinrich Stich (1400-1432) contre les seigneurs brigands de la Maison de Quitzow et le soutien des moines à Frédéric Ier procurèrent aux abbés la confiance des nouveaux maîtres du pays ; ils se virent décerner le titre de conseillers princiers. Le monastère gagna encore en prestige lorsqu’en 1450 le pape accorda aux abbés le rang d’évêque. « Désormais, rapporte Fontane, ils se mirent à porter la mitre, le pallium et la crosse épiscopale lors des cérémonies. Aux assemblées de la chambre régionale, ils siégeaient au premier rang, aux côtés des évêques de Brandebourg et de Havelberg ». Valentin, le dernier abbé de Lehnin, fut envoyé à Wittenberg en 1518 par l’évêque de Brandebourg auprès de Martin Luther, pour le dissuader de publier son pamphlet Sur les indulgences (Über den Ablass).

#### Le dernier abbé
« Notre abbé, écrit Fontane, paraissait en vérité être appelé plus que tout autre, par son apparence, la fermeté et la douceur de ses manières, à tenir en échec la « propagation de l’hérésie », comme on l'appelait alors,... Son apostolat semble ne pas être resté sans influence sur Luther, qui déclarait entre autres à son ami Spalatin, combien il était gêné qu’« un si haut prélat (l'évêque) eût dépêché vers lui un abbé aussi prestigieux pour le prier humblement.... »

— Theodor Fontane, Wanderungen durch die Mark Brandenburg (III, § Havelland), 1873
Si la position éminente de conseiller dont jouissait l'abbé Valentin auprès de l’électeur Joachim II ne put empêcher la sécularisation de Lehnin, du moins fut-elle repoussée jusqu'à la mort du prélat en 1542, même lorsqu'à partir de 1540 le prince prêta un intérêt croissant aux vues de Luther concernant l'interprétation de l’Évangile, avant de se convertir solennellement en 1555. Sur son ordre, les surveillants protestants, qui depuis 1541 avaient à l’œil la congrégation, durent laisser libre « le pieux abbé ». À la mort de Valentin, l'électeur interdit l'élection d'un nouvel abbé et proclama la dissolution du monastère. Ce qu’Oskar Schwebel a qualifié de « ville gothique miniature » (Gothische Stadt im Kleinen) fut mué en domaine de Lehnin, et confié au bailli. Les 17 derniers moines qui étaient demeurés jusqu'à la fin avec le père supérieur quittèrent l'abbaye et durent dénoncer leurs vœux, renoncer à toute réclamation touchant le domaine abbatial et l'élection d'un nouvel abbé. Ils furent dédommagés par un pécule et des vêtements neufs ; pour la plupart, ils rejoignirent leur région d'origine. Selon le compte-rendu dressé pour lors (Regestenverzeichnis no 751, cf. la bibliographie), un certain frère Jérôme Teuffel reçut par exemple la somme de 27 florins. Un autre frère rallia la congrégation de l'abbaye de Zinna ; enfin deux des moines les plus âgés souhaitaient finir leurs jours à cet endroit, et ils y furent autorisés.

#### Une prophétie: levaticinium Lehninense
Vers la fin du XVIIe siècle il se répandit en différents endroits de la Marche de Brandebourg une prophétie imprimée sur un prospectus, dont la source manuscrite avait sans doute été retrouvée dans l'abbaye en 1683 sous le règne du grand électeur. Cette prophétie, prétendument écrite par un certain frère Hermann en 1306, prédit en vers la décadence de la dynastie des Hohenzollern et la résurrection de la congrégation de Lehnin. Ce Vaticinium Lehninense réimprimé année après année jusqu'au milieu du XIXe siècle, et objet de multiples interprétations, s'avéra être un faux ; c'est probablement l'acte de vengeance d'un bailli berlinois, qui s'est heurté à l'intransigeance du protestantisme de la maison régnante de Prusse. L’engouement peu ordinaire suscité par cette prophétie venait de la précision des châtiments ayant apparemment frappé la principauté jusqu'en 1680 ; précision qui s'explique aisément si l'on considère que ce billet fut composé à ce moment-même. Les prédictions relatives aux années suivant 1680 paraissent (du moins aujourd'hui) des plus bizarres. La prophétie connut son pic de popularité à la fin du XVIIIe siècle : des débats passionnés roulaient alors sur la question de savoir qui était l'auteur du Vaticinium...

## L'abbaye après 1543

### Ruine de l'abbaye et renaissance
L'électeur Joachim II fit réparer et aménager dès 1542 les bâtiments de Lehnin et des terres environnantes, constituant un nouveau domaine princier ; il s'agissait d'abord d'en faire une réserve de chasse. Vers la fin du XVIe siècle, les Hohenzollern firent de la fauconnerie une auberge destinée à accueillir les banquets de chasse. L'abbaye subit de multiples pillages et incendies au cours de la guerre de Trente Ans, puis au long du XVIIe siècle, le domaine recouvra une éphémère prospérité. Le Grand Électeur Frédéric-Guillaume fit rallonger l'aile ouest de l'abbaye et fit en 1650 de la clôture religieuse un pavillon de chasse en l'agrandissant, amenant en cet endroit un peu de l'ambiance de la cour. Sa première femme, la princesse Louise-Henriette d'Orange, fit de Lehnin sa résidence d'été favorite. C'est en ce lieu que, mourante, elle fit le 9 mai 1667 ses adieux à sa famille ; elle mourut quelques semaines plus tard à Berlin. Sa mémoire est conservée depuis par la Fondation Louise-Henriette.

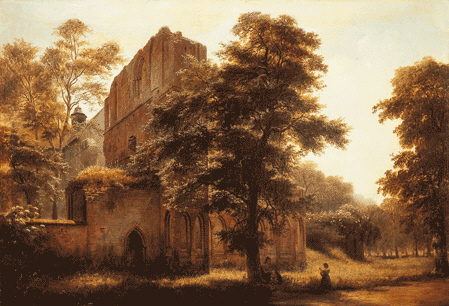
Les ruines vers 1850.

Comme, après des années de peste et presque cinquante ans après la guerre de trente ans, plusieurs localités du Brandebourg étaient toujours dévastées, le Grand Électeur, par l’édit de Potsdam (1685), fit venir de France les Huguenots chassés de leur pays, leur octroyant la liberté de culte et le droit de sûreté. Les réfugiés bénéficièrent même de multiples privilèges, notamment l'exemption de l'impôt et des droits d'octroi, des primes d'aide à la création d'ateliers et la rémunération directe des pasteurs par l'État. Les huguenots s'établirent entre autres à Lehnin, devenu un plateau désolé. Les convictions religieuses des Français les poussèrent à dresser dans la chapelle, encore intacte, un mur de séparation pour la célébration séparée des prêches calvinistes et luthériens.
Le redressement économique du Brandebourg et le creusement du canal de l'Emst jusqu'à la Havel rendirent à la briqueterie de Lehnin son activité florissante ; Lehnin disposait alors d'un port où les chalands pouvaient aborder. Mais le domaine abbatial, loin de profiter de cette prospérité retrouvée, sombra dans l'oubli et le délabrement. De 1770 à 1820, les Brandebourgeois y puisèrent les matériaux de construction, accélérant la démolition. Les trois travées de la nef de l'église, son collatéral nord, son transept, sa clôture et le pavillon de chasse étaient en ruines. L'aile romane (à l'est), demeurée intacte, servait d'église paroissiale. Le cloître, qui abritait à l'origine les tombeaux de neuf margraves de la maison d'Ascanie et de trois princes de la maison de Hohenzollern, ne conservait plus que celui d’Othon VI. En 1811, la propriété, devenue prussienne, fut mise en vente.
Il fallut attendre le milieu du XIXe siècle, pour qu'avec l'émergence de classes cultivées, d'une conscience nationale, et le Romantisme de la maison royale de Prusse, on s'intéresse de nouveau au caractère patrimonial de l'abbaye princière. Le propriétaire d'alors, le chevalier Robert von Lœbell (1815-1905), qui de 1846 à 1870 habita dans l'abbaye, mit un terme aux déprédations et usa de ses relations privilégiées avec la famille régnante, et particulièrement avec le prince héritier Frédéric-Guillaume, le futur roi Frédéric III, pour lever les fonds considérables exigés pour la restauration du site. Ce fut finalement le roi Frédéric-Guillaume IV, Romantiker auf dem Thron, qui devait décréter l’ouverture de la campagne de restauration, laquelle se déroula de 1871 à 1877.

### Création de la fondation Louise-Henriette (1911)

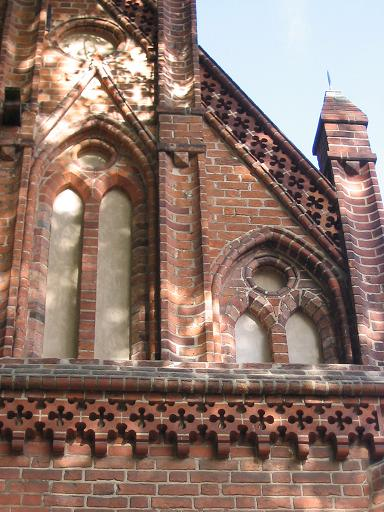
La chapelle royale : détail de la façade sud.

En 1911, l'ancienne Église protestante en Prusse (suivie de Église protestante Berlin-Brandebourg-Haute Lusace silésienne, EKBO) racheta les bâtiments pour y installer une fondation de diaconesses, la Fondation Louise-Henriette, restituant à l'abbaye sa vocation religieuse initiale après une longue interruption. Cette fondation, par ses différentes institutions d'aide et de soin, entend s'inscrire dans la tradition cistercienne. Après des années de travaux et d'agrandissements successifs, la fondation employait à son apogée, en 1936, jusqu'à 128 diaconesses et aspirantes. mais sous la dictature nazie, la « Mise au pas » de la direction de l’œuvre et les destructions de la Deuxième Guerre mondiale provoquèrent la fermeture de plusieurs établissements. En 1943, le consortium chimique d’État Gebechem (Generalbevollmächtigte Chemie) confisqua plusieurs des bâtiments et fit construire sept nouveaux édifices pour y loger son administration. Ce consortium était chargé, d'une part de concilier les besoins de l'économie de guerre avec ceux de la Wehrmacht et des SS, et d'autre part d'affecter les déportés et les otages des pays occupés à l’industrie chimique.
En 1949, on entreprit la conversion de l'ancien économat du cloître en hôpital, ce qui prit 20 ans. Depuis l'ouverture d'une clinique de convalescence gériatrique avec hospice et un centre de long séjour en 1993, la Fondation Louise-Henriette est devenu le département de gériatrie de la Maison des diaconesses luthériennes de Berlin Teltow-Lehnin. Aujourd'hui, elle emploie quelque 400 collaborateurs et dispose d'une clinique pour la médecine interne et les soins palliatifs, un hospice, une école de soins, un diaconat et un jardin d'enfants. L'église et son parc, confiés au 1er janvier 2004 aux bons soins de l’Église évangélique de Berlin - Brandebourg (EKiBB, prédécesseur de la EKBO), sont depuis propriété de la Maison des Diaconesses protestantes de Berlin Teltow-Lehnin, association d'intérêt général.

## L'architecture cistercienne

### Un art dépouillé
Le mode de vie ascétique des Cisterciens se reflétait dans le caractère dépouillé de leurs édifices. Les bâtiments devaient être nus, maintenus dépourvus de motifs, d'ornements et d'or. Le chapitre général, instance suprême dans l'organisation hautement centralisée de l'Ordre, alla jusqu'à interdire en 1218 les carrelages multicolores. La discipline ascétique de leur vocation, quoiqu'elle se retrouve à vrai dire dans une architecture simple, à l'ordonnance claire, n'en a pas moins produit des constructions considérables, et même d'un point de vue moderne, impressionnantes. Les moines, pour s'accommoder des limitations qu'ils s'étaient eux-mêmes imposées, cherchèrent à développer une esthétique proprechen, et outre diverses frises, employèrent principalement deux techniques : le gothique de brique et l’art de la grisaille, variante particulière de vitrail.

### Un art de la brique
Les Cisterciens optèrent pour l'appareillage en brique, car en comparaison avec les édifices contemporains en granit, ce matériau permettait la construction de murs plus solides. Ils réservaient généralement l'utilisation des parpaings de granit aux soubassements. Les moines trouvèrent dans les Kaltenhausen voisines une argile à brique tout-à-fait propre à satisfaire leurs desseins. L’argile, extraite des 1876 puits creusés à l'entour, était mélangée d'eau et de sable puis malaxée jusqu'à former une pâte de mortier, dont on remplissait les moules et dont on arasait le débord. Après une journée de séchage au soleil, cette masse était devenue suffisamment compacte pour qu'on la porte au four. On cuisait ainsi jusqu'à 10 000 briques par fournée, et pendant huit jours de suite, on maintenait le foyer à température à peu près constante en l'alimentant de bois et de tourbe. Au cours des 4/5 derniers jours de cuisson à environ 1 000 °C, la teinte terreuse due à l’hydroxyde de fer le cédait au rouge brique caractéristique de l’oxyde ferrique. Puis on recouvrait le four de terre et on le laissait refroidit pendant quatre semaines. Toute l'art de la fabrication de brique tient à la maîtrise de la température : un feu trop faible provoque le morcellement des briques, un feu trop fort les déforme. Les rebuts étaient réutilisés comme matériau de remplissage pour les cuissons ultérieures. Les briques produites mesuraient en moyenne 11 × 14 × 26 cm à 11 × 14 × 31,5 cm. Ces variations viennent du retrait différentiel, soit lors du séchage, soit lors de la cuisson. Quoique les édifices cisterciens du gothique primitif présentent une certaine unité, ils étaient conçus sans plan préalable ni concertation générale. L'homogénéité architecturale résulte des limitations inhérentes à la construction en brique.

### L'art de la grisaille

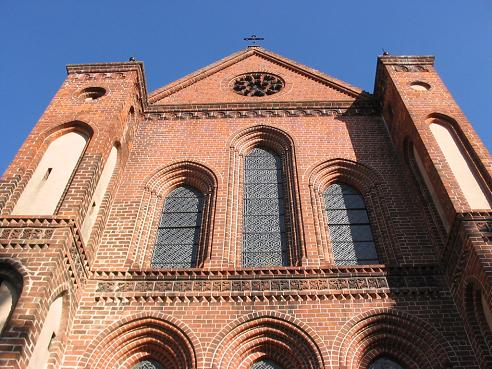
Façade Ouest de la chapelle.

Le chapitre général de l'Ordre assignait aux abbayes des règles strictes pour la conception des vitraux : ils devaient demeurer monochrome, et dépourvus de dessins comme la croix ou les représentations coloriées des personnages bibliques. Les moines usèrent donc de la technique française de la grisaille, qui permet une illustration monochrome des livres comme des vitraux. Les Cisterciens développèrent en ce genre un style très personnel, en mêlant à des carreaux blanc-laiteux différents ornements des formes végétales, sarments et feuillages. Pour souligner les contours, ils utilisaient un noir de plomb qui, porté à 600 °C, imprégnait les carreaux pour donner toute une palette de tons gris ; la technique du schwarzlot consiste à tirer de la fusion de verres colorés une teinte noire. Les immenses vitraux et les tours rondes abritant des escaliers à vis de Saint-Gilles étaient les traits les plus caractéristiques de l'abbaye de Lehnin : il ne subsiste aucun des vitraux d'origine, mais on en a retrouvé plusieurs exemplaires lors des fouilles de l’abbaye-sœur de Chorin.

## La construction de l'abbaye
Des bâtiments déjà restaurés, on peut admirer non seulement la chapelle et sa clôture, mais aussi d'autres édifices en brique, comme les appartements royaux (Königshaus) et la fauconnerie (Falkonierhaus). Ces bâtiments et leur destination actuelle sont sommairement décrits à la suite des paragraphes consacrés à la chapelle.

### Vue d'ensemble
Il ne reste pour ainsi dire plus aucune source écrite sur les débuts de la construction de l'abbaye, et les rares vestiges retrouvés lors des travaux de restauration au XIXe siècle ne donnent que peu d'indications. À partir de 1183 et jusqu'à la construction des premiers édifices, les moines étaient hébergés par leurs hôtes ou logeaient dans une chapelle provisoire, que des convers et des ouvriers rémunérés avaient construite. Cinq ans environs après la création de l’abbaye, c’est-à-dire vers 1185, on s'attaqua à la construction de l'église du corps de logis principal, qui selon la tradition prit sa forme définitive en 1260. Les recherches récentes montrent que les premiers bâtiments étaient achevés dès 1235, et qu'en 1260 on décida des premiers agrandissements.
On sait avec certitude que vers 1270, l'ancienne maison de l'abbé et la grande porte ouest qui lui était attenante, étaient achevées. Au XIVe siècle, le domaine fut complété, autour de l'hospice (la future Maison royale), d'une grange aux dîmes, d'un mur d'enceinte et d'une tour d'observation à l'angle sud-ouest. La fauconnerie remonte à la fin du XVe siècle. Les édifices furent commencés dans le style roman tardif. Avec la multiplication des motifs gothiques à travers l’Europe, ce trait resté dominant à Lehnin, en résonance avec l'austérité du monastère, passait pour archaïque.
L’abbaye subit une première phase de reconstruction au XIXe siècle, suivie surtout depuis la Réunification par la restauration et l'assainissement de plusieurs bâtiments historiques, qui ne prirent fin qu'en 2004. De nouveaux travaux d'assainissement ont été menés depuis, avec des financements non négligeables du Land de Brandebourg, et aussi, comme ce fut le cas en 2004 pour l'ancien péage d'octroi (Amtshaus), avec un financement du Brandenburgisches Amt für Denkmalpflege.

### La basilique Sainte-Marie
L'église abbatiale à triple nef, une basilique en croix, est l'un des plus importants édifices religieux en brique de la Marche de brandebourg. Sur le plan architectural, elle se partage entre le style roman tardif et le style gothique primitif.

#### Les étapes de la construction

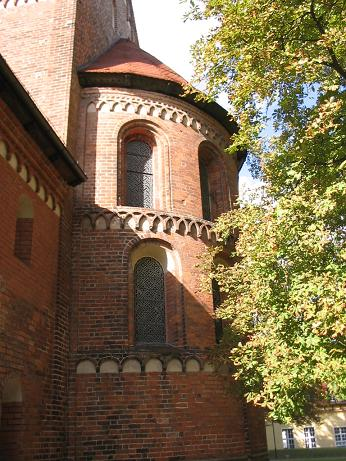
Église : l’abside.

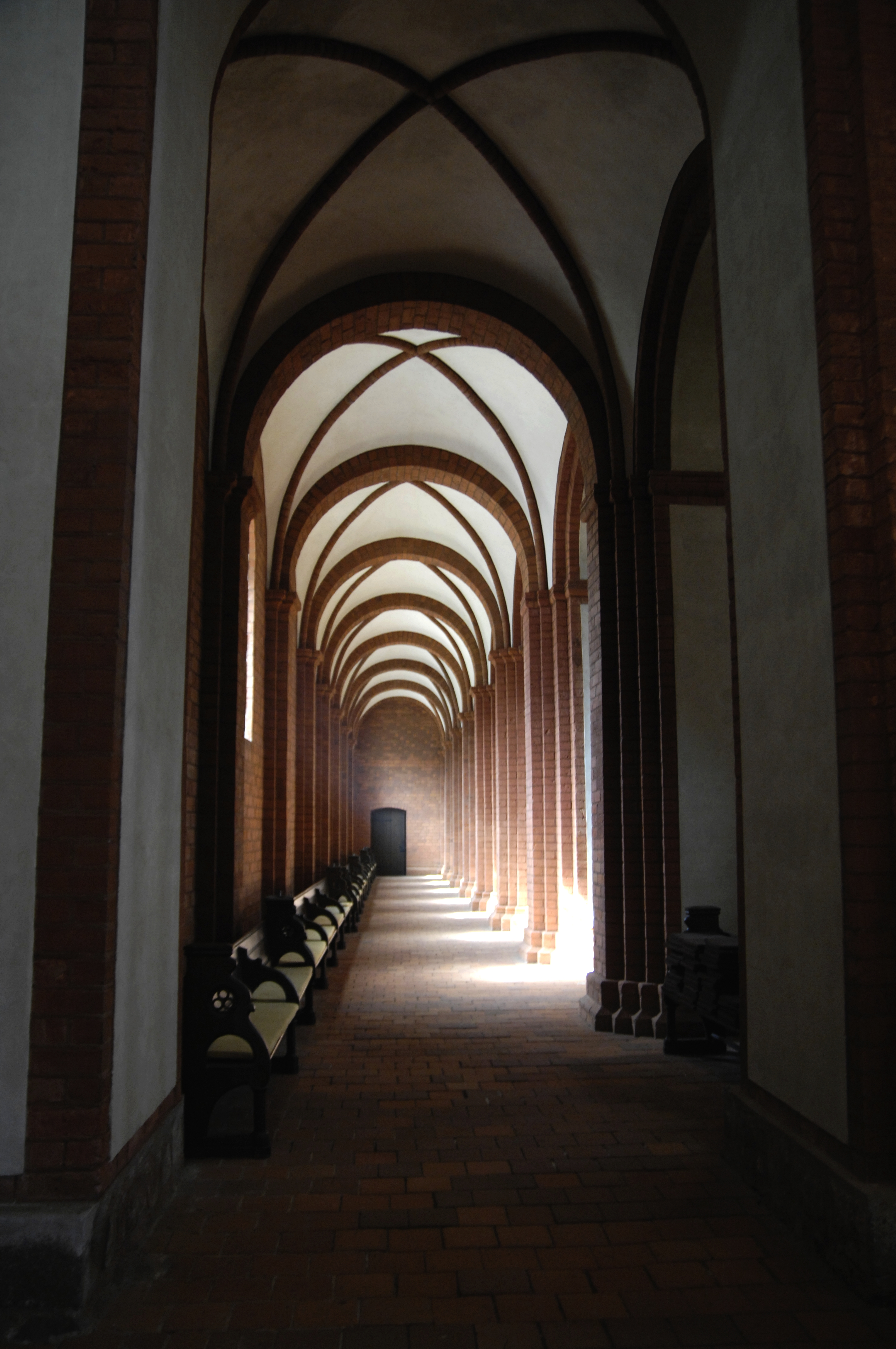
L’intérieur de l’église et la nef.

Au cours de la première phase de construction, qui s'étala de 1185-90 à 1195-1200 environ, les moines édifièrent l'aile est de l'église, dont une abside, le sanctuaire, le transept, la nef et ses chapelles, enfin les murs subsistent encore de nos jours. La seconde phase, s'étendant de 1200 à 1205, visait, à la suite d'un probable changement de plan, à rehausser l'abside et à construire une partie de l'aile orientale de la clôture dans le prolongement direct de la façade sud de l'église. Un nouveau changement de plan conduisit à une troisième phase (de 1205 à 1215-20), où l'on modifia le voûtement de l'église pour introduire la croisée d'ogive, et où l'on paracheva l'aile orientale et la première nef à plan carré. C'est au plus tard à cette date que l'église commença à accueillir l'office. C'est sans doute pour des difficultés de financement que les travaux connurent ensuite une pause d'environ trente ans, les superstructures décrites par Warnatsch devant être assignées à une quatrième phase, allant de 1220 à 1235, au cours de laquelle le reste de la clôture fut édifié, avec la sacristie, le cloître et les communs des frères convers. La façade ouest permit de refermer la nef et d'achever l'église.
Après une interruption que Warnatsch réduit à 15 années, les travaux d'une cinquième phase (de 1250 à 1262-70) virent l'érection de dépendances grâce auxquelles les frères purent connecter entre elles les trois travées du corps de logis et dresser une imposante façade. Cette nouvelle façade ouest peut être considérée comme un compromis entre le vœu de frugalité des moines et la fonction de représentation de la dynastie fondatrice des Ascaniens (abbaye royale, crypte). Pour respecter les statuts de 1157 édictés par le chapitre général de l'ordre de Cîteaux : « Il n'y aura pas de tour en pierre pour abriter les cloches », on dota l'église d'une tour-lanterne à couverture en bronze au lieu d'un clocher. La tour-lanterne reconstituée dans les années 1870 s'inspire entre autres du tableau du premier quart du XVIe siècle représentant l'assassinat de l'abbé Sibold.

#### La reconstruction: un chef-d'œuvre de l'art conservatoire
Frédéric-Guillaume IV chargea divers architectes, parmi lesquels Ludwig Persius (1842) et Friedrich August Stüler (vers 1860), de dresser un projet de confortement et de restauration de l'église détruite. Ces projets, sans cesse reportés ou abandonnés, furent suivis en 1862 des premières fouilles au milieu des ruines. La reconstruction de l'église commença au printemps 1871 et fut poursuivie jusqu'au mois de septembre 1871, sous la direction de l'ingénieur en chef Geiseler puis de l'inspecteur des constructions civiles Köhler.
La volonté de restaurer l'édifice avec autant de réalisme que possible conduisit les autorités à remettre en exploitation les anciens puits d'argile afin que les briques, une fois cuites, aient exactement la même couleur que les briques d'origine. Le maître d'œuvre et l'architecte parvinrent ainsi à reconstituer les parties disparues et en particulier la nef principale d'après le modèle original. Le 24 juin 1877, l’éphémère empereur Frédéric III pouvait consacrer l'église. Georg Sello, quelques années plus tard, célèbre dans sa monographie sur l'abbaye la continuité dynastique d’Othon Ier à Frédéric en ces termes : « Le fils du fondateur de l'état de Brandebourg avait posé la première pierre de l'église (...) ; le fils de l'empereur a ajouté l'ultime maillon à la chaîne de sa destinée, tellement liée à l'histoire de toute la Marche (...), en bénissant cette église. Comme le carillon des cloches et le chant des chœurs résonnent sur les ruisseaux de l'abbaye! »
Les recherches comparatives actuelles tendent à voir dans les travaux de 1870 davantage une reconstruction qu'une véritable restauration. Les infidélités à la réalité historiques, imperceptibles pour le non-spécialiste, ne jurent aucunement sur l'allure générale de l'édifice, de sorte que la création du maître d'œuvre prussien passe pour un chef-d'œuvre de l'art conservatoire. C'est d'autant plus vrai que les données et plans anciens dont on dispose aujourd'hui, étaient encore perdues dans les années 1870. Une complète restauration de l'église, plus précise, a depuis été entreprise au milieu des années 1990.

#### Distribution intérieure
Il ne reste de la construction primitive que le maître-autel et ses murs, deux stèles, le morceau de chêne calcifié à la symbolique incertaine, et les deux tableaux représentant l'assassinat de l'abbé Sibold. La stèle du mur nord-ouest représente l'avant-dernier abbé Peter († 6 mars 1509) avec sa crosse et un petit chien symbolisant la fidélité chrétienne dans la vigilance et la contemplation. L'épitaphe la plus ancienne provient de la tombe du margrave ascanien Othon VI (aussi appelé Ottoko ou Othon le Petit), moine de l'abbaye décédé le † 16 juillet 1303 à Lehnin. La confusion, selon Warnatsch perpétuellement commise par les guides de voyages et les autres livres avec le margrave Othon IV (dit à la flèche ) est une regrettable erreur, puisque ce dernier fut inhumé en 1308-09 dans l’abbaye-sœur de Chorin. Toutes les autres stèles des princes ascaniens ont dû être détruites.
On ignore si du temps où le monastère était en activité il possédait un orgue ; l'orgue de 1975 provient de la Maison Schuke à Potsdam. Le polyptyque sculpté du gothique flamboyant (1476), don de la cathédrale de Brandebourg, n'a été installé dans le chœur qu'en 1948. L'autel d'origine de Lehnin (1518) a rejoint dès 1723 la cathédrale de Brandebourg-sur-la-Havel, dont il forme le maître-autel du chœur principal. Les fonts baptismaux en bois dans la nef datent du XVIIe siècle. L'impressionnante croix triomphale au style dépouillé, mise en place en 1952, provient de l'église campagnarde de Groß-Briesen près Belzig, mais on ignore sa véritable origine ; les expertises menés sur le bois de la croix font remonter sa fabrication aux alentours de 1240.

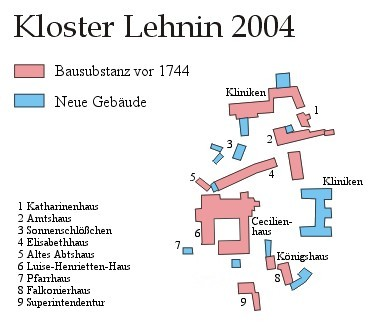
Plan de l'abbaye
1744 et 2009

Aujourd'hui, le corps de logis sert d'église paroissiale aux habitants de Lehnin. En alternance avec le monastère de Zinna, les locaux historiques accueillent les concerts de musique vocale Musica Mediaevalis. Autre particularité musicale, les « étés musicaux de Lehnin » (Lehniner-Sommermusiken) sont des concerts donnés dans l'église, le cloître et la salle capitulaire.

### Le grand corps de logis, le cloître et la bibliothèque

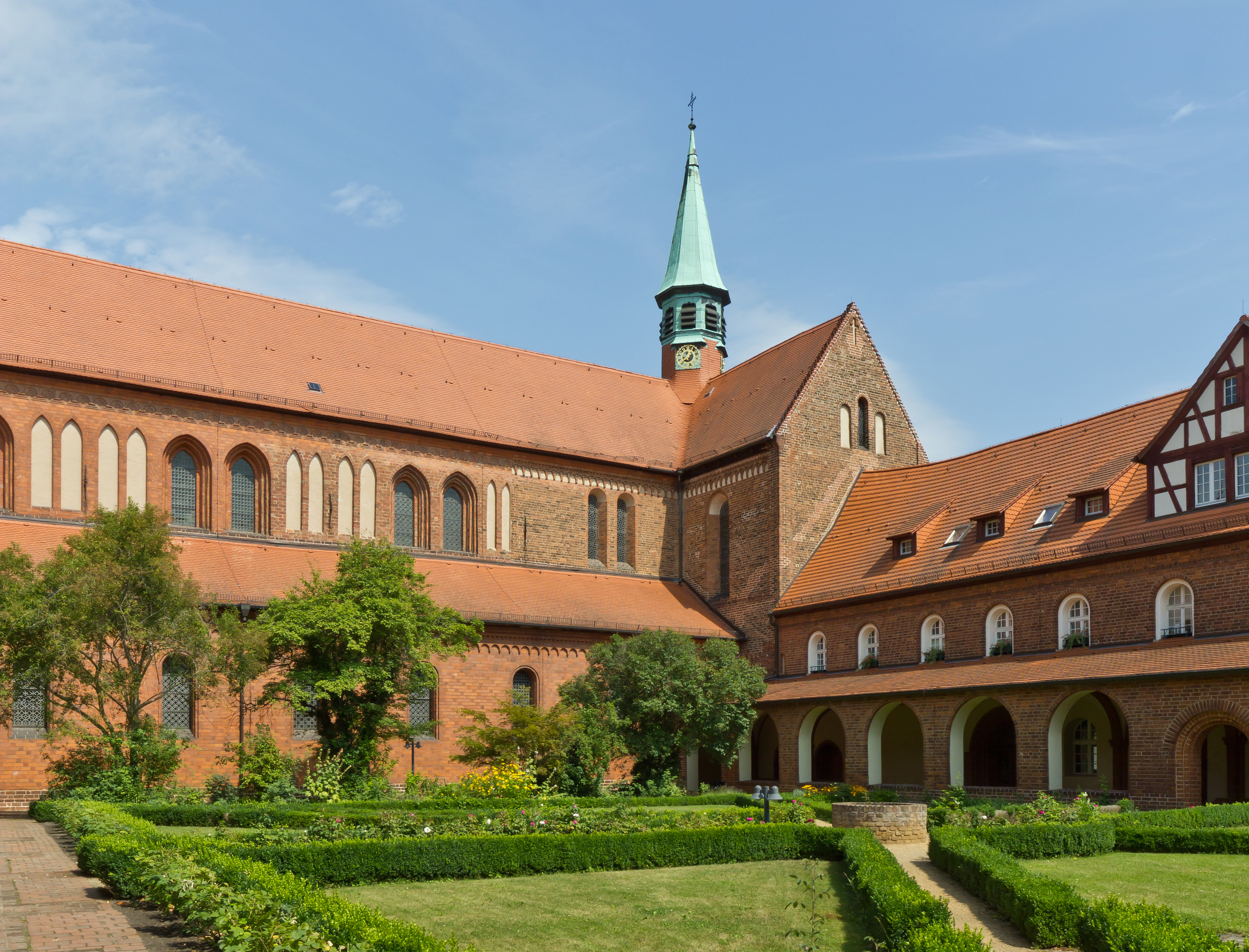
La basilique Sainte-Marie, cloître et Pavillon Sainte-Cécile.

De la clôture primitive, qui était le véritable lieu de vie des moines, ne subsistent que quelques vestiges remontant à la seconde (1195/1200-1205) et quatrième (1220-1235) phase de construction. Tandis que le dortoir (dormitorium) donnait un accès direct à l'église, l'aile des frères convers, à l'ouest, était séparée de la clôture. Il y avait une salle d'apparat à l’aile sud. Vers 1650, la clôture fut convertie en pavillon de chasse. L’aile des frères convers est l'actuel pavillon Louise-Henriette, hospice et logis des diaconesses et des infirmières. Dans l’aile est, de laquelle dépendent le cloître et la salle capitulaire, l’actuel pavillon Sainte-Cécile, se trouvent entre autres depuis 2004 le siège de la fondation et les cuisines. L'aile sud, plus récente, accueille die clinique gériatrique.
On peut voir dans le cloître deux renfoncements, vestiges de l'ancienne bibliothèque de l'abbaye, qui avec ses 560 volumes et près de 1 000 titres, était en 1450 l'une des plus grandes du Saint Empire. Selon les règles de l'Ordre, les lettrines de manuscrits ne devaient pas être enluminées à l'or ni à l'argent, et les capitales ne devaient pas être tracées d'une autre couleur que le reste du texte, ni comporter de miniatures. On possède un catalogue de 1514 de la bibliothèque, qui montre qu'on pouvait y trouver, à côté des revelationes cælestes de Brigitte de Suède, des écrits d'Hildegarde de Bingen, qui entretint une correspondance suivie avec son mentor Bernard de Clairvaux, fondateur de l'ordre de Cîteaux.

### La maison du Roi, les logements de l'abbé, et la chapelle Sainte-Élisabeth
Ce que l'on appelle « maison du Roi » (Königshaus) était certainement un hôpital à l'époque du monastère. Les moines construisirent d'abord ces édifices, comme l'église, dans le style gothique de brique, mais particulièrement dans la forme propre au gothique tardif. Valentin, le dernier abbé, fit construire les appartements du Roi vers 1530 afin que Joachim Ier puisse y séjourner lors des diètes, car il partageait alors son temps entre l'assemblée et les parties de chasses dans les grandes forêts avoisinantes. L'aménagement en maison du Roi eut lieu sous le règne de Guillaume IV. Depuis sa restauration en 1993–1995 dans le style médiéval, cet édifice passe pour un joyau de l'architecture brandebourgeoise. Ce bâtiment accueille aujourd’hui des stages et des séminaires, parfois aussi des conférences et des concerts de musique de chambre.
Juste au sud de la maison du Roi, derrière la porte sud de l'abbaye, se trouve la Fauconnerie. Ce bâtiment, édifié vers la fin du XVe siècle, servait à héberger les invités de l'abbé puis par la suite ceux du margrave lors de ses chasses. C'est ici que se déroulent aujourd'hui les états généraux de l'Enfance. Les anciens appartements de l'abbé, vraisemblablement aménagés avant 1270, à l'extrémité ouest (anciennement appelée Torhaus), revêt une grande importance pour l'histoire de l'architecture locale. Sa réparation et celle de la Leibnizhaus, pratiquement perpendiculaire, fut menée à bien en 1877. La modernisation ultérieure de 1995-96 a rétabli plusieurs détails historiques tout en s'intégrant soigneusement au confort moderne. Ces deux édifices hébergent aujourd’hui l’hôtel Kloster Lehnin.
À côté, le pavillon Sainte-Élisabeth, ouvert en 1911, assure l'accueil des touristes et des spectateurs pour le festival et les spectacles de la Fondation ; Au premier étage se trouvent des appartements pour les élèves-infirmiers. Une autre pièce accueille l'exposition permanente Les Cisterciens en Brandebourg. Le pavillon Sainte-Élisabeth occupe les annexes, autrefois séparées du reste de l'abbaye : étables, remise et brasserie, construites par les moines à partir de 1350. Ces locaux, sans cesse remaniés au fil des siècles, ont été au début du XIXe siècle entièrement reconstruits. Une remise en état intégrale a été menée depuis en 1994 et 1996, en s'attachant à préserver au mieux les éléments présentant une valeur historique.

### La grange aux dîmes, les murs, la porte d'entrée et les autres corps de logis

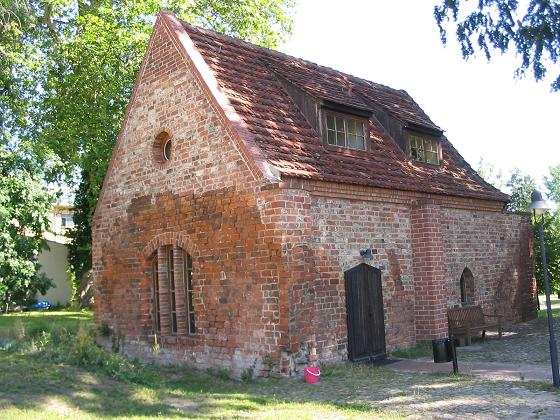
La Torkapelle.

L’ancienne grange aux dîmes, qui date du milieu du XIVe siècle, se trouve à l’est du pavillon Sainte-Élisabeth. Il présente une austère façade de brique, mais sa toiture est très imposante. Ce gigantesque entrepôt, qui donne une idée de la richesse et de l'importance passée de l'abbaye, a été aménagé comme une triple halle par les religieux. Avec les remaniements de la fin du XVIe siècle, il n’en subsista que les arcades ogivales de la partie centrale. Depuis la remise en état de la perception de l’octroi, la grange aux dîmes demeure le dernier grand édifice du domaine non encore restauré. La Fondation Prévoit de la réaménager pour en faire un restaurant avec jardins en terrasse au rez-de-chaussée et un hall d'exposition (voire de concert) sous les combles. Plus loin vers l’est, on trouve la Torkapelle gothique, reconstruite entre 1988 et 1991 sur une privée, que la Fondation utilise pour l'instant comme lieu de prière. La porte voisine, le Tetzeltor, remonte comme la Torkapelle au temps de l'abbaye. La perception, plus à l'ouest, date de 1696 et servait d'appartement aux percepteurs dépêchés par le margrave ; les travaux de réparation ont eu lieu en 2004, et l’édifice abrite depuis un musée régional.
À l’emplacement des anciennes étables et des granges médiévales, dans la partie nord du domaine, se trouvent aujourd'hui divers pavillons de soins, parmi lesquels la Lindenhaus et la Katharinenhaus. Quelques mètres plus loin, le châtelet du Soleil (Sonnenschlößchen) accueille un centre d'aide aux jeunes de la Fondation. Au sud-ouest, les remparts et les ruines de la tour d’observation du XIVe siècle font partie des vestiges historiques préservés. La tour était appelée au Moyen Âge Hungerturm (ou Kuhbier) car elle servait le plus souvent de prison. Ces remparts et la tour délimitent le parc (Amtsthiergarten) des premiers margraves. Le prieuré de style néo-gothique, à l’angle sud-ouest, construit d'après un projet de Ludwig Persius, date de 1845 et abrite la direction du consistoire évangélique de Belzig-Lehnin. Les autres bâtiments, construits au XXe siècle, font partie de la clinique.

### Littérature spécialisée
- Brandenburgisches Klosterbuch. Handbuch der Klöster, Stifte und Kommenden bis zur Mitte des 16. Jahrhunderts, éd. de Heinz-Dieter Heimann/Klaus Neitmann/Winfried Schich, 2 vol. Berlin 2007, p. 764-803.
- Wolfgang Ribbe, Zur Ordenspolitik der Askanier. Zisterzienser und Landesherrschaft im Elbe-Oder-Raum., Berlin, Lukas Verlag, coll. « Zisterzienser-Studien I (= Studien zur Europäischen Geschichte 11) », 1975, p. 77-96.
- Winfried Schich et Karl-Heinz Spieß (dir.), Landschaften im Mittelalter,, Stuttgart, 2006, « Klöster und Städte als neuartige zentrale Orte des hohen Mittelalters im Raum östlich der mittleren Elbe. », p. 113-134.
- Stephan Warnatsch: Geschichte des Klosters Lehnin 1180–1542. Studien zur Geschichte, Kunst und Kultur der Zisterzienser. vol. 12.1. Freie Universität Berlin, Diss. 1999. Lukas, Berlin, 2000.  (ISBN 3-931836-45-2) (passages cités : Name Lehnin p. 47f; Grundbesitz p. 211; Rechnung Renteneinnahmen p. 258)
- Stephan Warnatsch: Geschichte des Klosters Lehnin 1180–1542. Regestenverzeichnis. vol. 12.2.  (ISBN 3-931836-46-0) (crédit à Lüneburg no 438 et 537, Abfindungen an die Mönche no 740 et suiv.)
- Das Prozeßregister des Klosters Lehnin. éd. Wolfgang Ribbe. Verlag für Berlin-Brandenburg, Potsdam, 1998.  (ISBN 3-930850-80-X) (passages cités : Pachtabgabe Kornspeicher p. 78)
- Lutz Partenheimer: Albrecht der Bär. Böhlau Verlag, Cologne, 2003.  (ISBN 3-412-16302-3)

### Ouvrages de vulgarisation
- Zisterzienser-Abtei Lehnin. Von der askanischen Familiengrablege zur Einrichtung evangelischer Nächstenhilfe. Die Blauen Bücher. Texte de Stephan Warnatsch, photos de Volkmar Billeb. Langewiesche Nachf., Königstein-im-Taunus, 2e édition revue et augmentée. 2008. 62 p., 103 ill. et cartes, dont 53 en couleur, bibliographie complète.  (ISBN 9783784508160).
- Gisela Gooß et Jacqueline Hennig (dir.), Alle Brandenburger Zisterzienserklöster., Marianne-Verlag, 1997 (ISBN 3-932370-33-3)

### Études anciennes
- Georg Sello: Kloster Lehnin. Beiträge zur Geschichte von Kloster und Amt. Lehmann, Berlin 1881, Hrsg. v. Richard George. W. Pauli's Nachf., Berlin 1900. (passages cités : p. 79, Auszug Lehnin in Hie gut Brandenburg alleweg!)
- Ernst Friedel, Oskar Schwebel: Bilder aus der Mark Brandenburg. Otto Spamer, Leipzig 1881. (passages cités : p. 439)
- Theodor Fontane : Wanderungen durch die Mark Brandenburg IIIe partie : Havelland. (1re éd. 1873.) Nymphenburger Verlagshandlung, Munich 1971.  (ISBN 3-485-00293-3) (passages cités d'après cette édition. À cause des nombreuses éditions, on a renoncé à donner ici le n° des pages).
- Wilhelm Meinhold : Weissagung des Abtes Hermann von Lehnin um's Jahr 1234. (trad. du Vaticinium Lehninense), 1849

### Essais littéraires
- Willibald Alexis : Die Hosen des Herrn von Bredow. (1re éd. 1846). Neufeld & Henius, Berlin 1925. (Zitate nach dieser Ausgabe. Ausführliche Beschreibung über mehrere Seiten der Mordlegende um den ersten Abt Sibold siehe Kapitel Kloster Lehnin, p. 126 et suiv., passages cités : p. 133)
- Willibald Alexis : Dietrich Kagelwit und die Schweinsohren. in: Hie gut Brandenburg alleweg! éd. Richard George, succ. de W. Pauli, Berlin 1900, p. 188 et suiv. (extraits de son roman Le Loup-garou, 1847)

## Voir également
- (de) L'abbaye de Lehnin (Fondation Louise-Henriette)
- (de) La communauté de Lehnin
- (de) Les étés musicaux de Lehnin et le spectacle Musica Mediævalis
- (de) Règle de l'Ordre
- site Web du siège de l'ordre cistercien à Rome
- Lehnin sur www.cistercensi.info